# Algirdas Butkevičius
Algirdas Butkevičius (Paežeriai, Lituània, 19 de novembre del 1958) és el Primer Ministre de Lituània des del desembre del 2012. Va ser Ministre de Finances des del 2004 fins al 2005 i Ministre del Transport i les Comunicacions des del 2006 fins al 2008. És el líder del Partit Socialdemòcrata de Lituània des del 2009.

## Carrera política
Butkevičius va néixer a Paežeriai, una vil·la del districte de Radviliškis (Lituània). Des del 1992 és membre del Partit Socialdemòcrata de Lituània (SDPL). Va ser cap del Departament Vilkaviškis del SDPL durant el període 1995-1997, vicepresident del SDPL entre 1999 i 2001, i és el President del SDPL des del 2009.
El 1996 i eol 2000 va ser elegit diputat al parlament lituà (la Seimas). Del 2004 al 2005 va ser Ministre de Finances, i del 2006 al 2008 va ser Ministre de Transports i Comunicacions.
Butkevičius va ser el candidat del SDPL en les eleccions presidencials de Lituània del 2009, on va quedar en segona posició amb un 11,83% dels vots. Poc després es convertia en el President del SDPL.
Durant les eleccions al Parlament de Lituània del 2012, Butkevičius va esdevenir un dels pocs candidats en ser escollits en la primera volta del vot popular.
El 22 de novembre del 2012 va ser escollit per la Seimas com a Primer Ministre de Lituània. Es va convertir en Primer Ministre per decret presidencial en data de 7 de desembre del 2012, i el seu gabinet va prestar jurament el 13 de desembre, després de l'aprovació del programa governamental per part del Parlament.
El 14 de setembre del 2013, tres dies després de la Via Catalana durant la Diada Nacional de Catalunya, Butkevičius va afirmar que cada país ha de trobar el seu propi camí i té dret a l'autodeterminació, sumant-se així al Primer Ministre de Letònia Valdis Dombrovskis, que el dia abans havia fet unes declaracions semblants, convertint-se en els primers líders europeus en respondre de manera positiva a una eventual independència de Catalunya.